# Matrimonio tra persone dello stesso sesso in Spagna

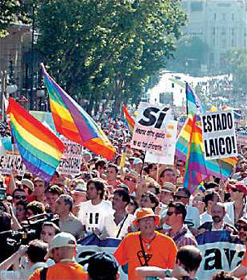
Un corteo festeggia durante un Gay Pride la legalizzazione del matrimonio omosessuale in Spagna.

Il matrimonio tra persone dello stesso sesso in Spagna è legale dal 3 luglio del 2005. Nel 2004, il Partito Socialista Operaio Spagnolo (PSOE), guidato da José Luis Rodríguez Zapatero, si presentò alle elezioni generali con un programma elettorale che includeva il compromesso di «rendere possibile il matrimonio tra persone dello stesso sesso e la concessione di tutti i diritti che esso comporta.» Dopo il successo socialista alle elezioni e la formazione del governo, e dopo molti dibattiti, il 30 giugno del 2005 venne approvata la legge che modificava il codice civile e permetteva il matrimonio omosessuale (e, di conseguenza, altri diritti come l'adozione, l'eredità e la pensione). La legge fu pubblicata il 2 luglio del 2005, e ufficializzata il giorno successivo.
Nonostante l'appoggio del 66% degli spagnoli al matrimonio omosessuale, l'approvazione di questa legge non fu facile, infatti ci furono numerose manifestazioni popolari che manifestavano il proprio dissenso verso questa legge. La Chiesa cattolica, per esempio, si oppose ritenendola un attacco all'istituzione del matrimonio. Dopo l'approvazione, il Partito Popolare presentò ricorso contro la legge al Tribunale Costituzionale, che venne risolto il 6 novembre del 2012 con 8 voti a favore della sua costituzionalità e 3 contro.
Circa 4.500 persone dello stesso sesso si sposarono in Spagna durante il primo anno di vigenza della legge. Poco dopo l'approvazione della legge, sorsero dubbi riguardo alla situazione legale del matrimonio tra persone i cui paesi non hanno la stessa legislazione spagnola in merito. Riguardo alla questione, il Ministero della Giustizia determinò che il matrimonio contratto in Spagna è valido tra uno spagnolo e uno straniero o tra due stranieri che risiedono legalmente in Spagna, anche se la legislazione nazionale dello straniero non riconosce il matrimonio tra persone dello stesso sesso.

## Storia
Durante gli anni '90, alcune comunità autonome avevano approvato legislazioni proprie sulle coppie di fatto, che permettevano a coppie formate da persone dello stesso sesso di registrare la propria unione e ottenere alcuni benefici amministrativi. La prima legge fu promulgata dalla Catalogna, approvata nel 1998, la quale, tuttavia, non permetteva l'adozione congiunta alle coppie omosessuali. Nel 2000, la Navarra approvò una legge simile che permetteva anche l'adozione. 
Il 30 giugno del 2004, il nuovo ministro della Giustizia Juan Fernando López Aguilar, annunciò che il Congresso dei Deputati aveva approvato in via provvisoria una proposta di legge per estendere il diritto di matrimonio alle coppie dello stesso sesso in piena linea con quanto annunciato dal presidente del Governo Zapatero durante la sua campagna elettorale. 

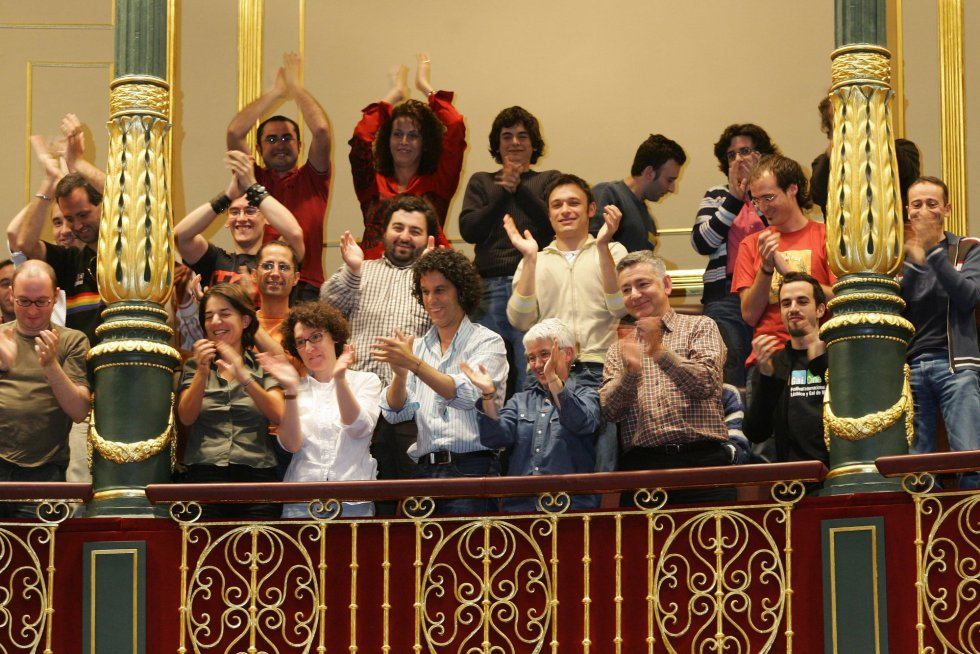
Festeggiamenti nel Congreso il giorno in cui venne approvato il matrimonio omosessuale in Spagna.

La proposta di legge sul matrimonio omosessuale fu approvata dal Consiglio dei Ministri il 1º ottobre del 2004 mentre dal Congreso il 21 aprile del 2005. Tuttavia il 22 giugno il testo fu respinto in Senato, visto che il partito dell'opposizione (Partito Popolare) aveva la maggioranza dei seggi. Il testo ritornò al Congreso che impose il veto al Senato e lo approvò definitivamente il 30 giugno del 2005 con 187 voti a favore, 147 contro e 4 astenuti. Con l'approvazione definitiva del 2 luglio del 2005, la Spagna divenne il terzo paese del mondo a legalizzare il matrimonio omosessuale dopo i Paesi Bassi e il Belgio; il Canada seguì l'esempio spagnolo qualche giorno dopo.
L'11 luglio del 2005 si celebrò a Tres Cantos (Madrid) il primo matrimonio tra persone dello stesso sesso, Emilio Menéndez e Carlos Baturín, che convivevano da più di trent'anni. Mentre il primo matrimonio tra due donne ebbe luogo a Mollet del Vallès (Barcellona) undici giorni dopo tra una spagnola e un'argentina. Nonostante tutti questi passi per eliminare la discriminazione esistente, esisteva un problema burocratico nella legge: i bambini nati da una coppia di due donne lesbiche non potevano essere legalmente riconosciuti dalla madre non biologica, che doveva quindi iniziare un lungo iter di adozione, cosa che non succede nei matrimoni eterosessuali. Il 7 novembre del 2006, il Governo spagnolo modificò la Legge di Riproduzione Assistita, permettendo alla madre non biologica di riconoscere i propri figli proprio come succede nelle coppie eterosessuali al padre.

## Contenuto della riforma
La legge 13/2005 riforma il Codice Civile riguardo al diritto a contrarre matrimonio. In particolare, questa riforma aggiunge un secondo paragrafo al vigente articolo 44 del Codice Civile, mantenendo il primo paragrafo intatto: 
«L'uomo e la donna hanno diritto a contrarre matrimonio secondo i termini di questo Codice. 
Il matrimonio avrà gli stessi requisiti e gli stessi effetti a prescindere dal sesso dei contraenti.»
Le restanti modifiche del Codice civile effettuate dalla legge 13/2005 riguardano la sostituzione delle espressioni «marito e moglie» con «coniugi» e «padre e madre» con «progenitori.» Come conseguenza di questa riforma, due donne o due uomini possono contrarre matrimonio, e questo matrimonio ha la stessa natura, requisiti ed effetti rispetto a un matrimonio eterosessuale.
Questi effetti si estendono a tutti gli argomenti in cui il matrimonio ha rilevanza: diritto di successione, diritto di residenza, adozione di figli del coniuge, effetti tributari, diritto a non dichiarare contro il coniuge, alimenti, separazione, divorzio, ecc.